# Kościół św. Mikołaja Biskupa w Grabowcu
Kościół Św. Mikołaja Biskupa w Grabowcu w diecezji zamojsko-lubaczowskiej, kościół parafialny dekanatu grabowieckiego.
Wybudowany został na początku II połowy XIX wieku. Świątynia jest trójnawowa, na planie krzyża łacińskiego, utrzymana w stylu późnoklasycystycznym.

## Historia
Pierwszy kościół parafialny, pw. Matki Bożej i św. Mikołaja, powstał z fundacji księcia Ziemowita IV w r. 1394 (murowany z kamienia), w r. 1500 spalony przez Tatarów, odbudowany i ponownie spalony na początku w. XVII, odbudowany w latach 1625–1630, zniszczony w czasie najazdu szwedzkiego, odbudowany i konsekrowany w r. 1678 przez bp. Krzysztofa Święcickiego, spłonął, 14 X. 1814 r., w czasie pożaru miasta. Obecnie istniejący kościół, również pw. św. Mikołaja, pochodzi z r. 1855. Budowniczym był Fryderyk Libenau z Krasnegostawu, a po jego śmierci Ignacy Kaliniak. Fundusze na budowę złożyli właściciele okolicznych majątków i włościanie. W r. 1905 dobudowano 2 kaplice boczne, remontowany w r. 1948 (tynki), w r. 1953 polichromia (Adolf Zdzierski, Jerzy Leski, Witold Skulicz z ASP w Krakowie), remont dachu w r. 1963, w sierpniu 1973 r. malowanie wnętrza z usunięciem polichromii z 1953 r. W czerwcu 2003 roku została odnowiona elewacja kościoła oraz plac i parkan wraz z dzwonnicą. W 2010 roku zakończone zostały prace nad wnętrzem świątyni.
W neoklasycznym ołtarzu głównym z lat 1935–1937 znajdują się dwa obrazy: MB Szkaplerznej z XVII wieku oraz obraz i św. Mikołaja z wieku XVIII.
Ołtarz służył podczas odprawienia mszy papieskiej w Zamościu 12 czerwca 1999 roku podczas pielgrzymki Jana Pawła II do Polski.
Główny odpust parafialny przypada 16 lipca oraz 6 grudnia.